# Bruceia hubbardi
Bruceia hubbardi là một loài bướm đêm thuộc phân họ Arctiinae, họ Erebidae.